# Jocasta
Jocasta, il cui nome per intero è Jocasta Vi Quitéria, è un personaggio dei fumetti, creato da Jim Shooter (testi) e George Pérez (disegni), pubblicato dalla Marvel Comics. La sua prima apparizione avviene in The Avengers (vol. 1) n. 162 (agosto 1977).
Creata da Ultron come sua sposa, Jocasta è un'androide dotata di autocoscienza che si ribella al suo creatore divenendo alleata e membro di riserva dei Vendicatori. Il nome del personaggio deriva dall'omonima figura mitologica della madre di Edipo in quanto rappresenta il complesso edipico di Ultron, che l'ha creata sulla base delle onde cerebrali di Wasp, allora moglie di suo "padre" Henry Pym.

## Biografia del personaggio

### Origini
Creata in un laboratorio segreto di Long Island, New York, dall'intelligenza artificiale Ultron nell'intento di avere una compagna, per renderla senziente il suo costruttore fa il lavaggio del cervello a Henry Pym convincendolo a trasferire la mente e l'energia vitale di sua moglie Janet van Dyne (Wasp) nel cervello bionico di Jocasta la quale, una volta attiva, si rende conto che affinché rimanga in vita è necessario che Wasp muoia e, non ritenendolo giusto, avverte i Vendicatori, che sconfiggono Ultron e invertono il processo di trasferimento lasciando il corpo di Jocasta come un guscio privo di vita e di pensiero.
Nel tentativo di riportarla in vita, Ultron sfrutta il residuo mentale lasciato da Wasp nell'involucro di Jocasta riuscendo nell'intento tuttavia, nonostante l'androide sia stata programmata per essergli fedele, resasi conto della malvagità del "marito" essa aiuta nuovamente i Vendicatori a sconfiggerlo e si unisce a loro per breve tempo in qualità di riserva, affrontando al loro fianco minacce quali il Collezionista e Korvac. Nel frattempo, a causa delle loro nature affini, Jocasta si innamora di Visione che però non può ricambiare i sentimenti di lei perché già unito in matrimonio con Scarlet.
Jocasta si rivela inoltre indispensabile negli scontri con Taskmaster, Red Ronin, l'Artiglio Giallo e i Signori del Clima tuttavia, credendo di non essere accettata dalla maggioranza dei Vendicatori per via della sua natura robotica, l'eroina lascia il gruppo nel momento in cui la formazione viene riaggiornata dal leader Capitan America e dai membri fondatori Thor e Iron Man; ignorando il fatto che essi intendessero proporle il ruolo di riserva, Jocasta, dando per scontato di essere esclusa e sentendosi totalmente ignorata dagli altri, fugge prima che potesse esserle riferito.
Abbandonato il gruppo, l'androide vaga da sola per il paese fino a quando non si attiva nei suoi circuiti un programma pre-installato che le impone la ricostruzione di Ultron. Dopo aver adempiuto al suo programma, Jocasta chiede aiuto ai Fantastici Quattro e a Machine Man, di cui si innamora, per sconfiggere nuovamente il suo creatore, impresa che riesce a compiere autodistruggendosi.
Successivamente riassemblata dall'Alto Evoluzionario, Jocasta si sacrifica nuovamente per distruggere la sua base mobile, i suoi resti vengono però trovati dai Vendicatori, che li consegnano a Machine Man affinché la ripari, sebbene Madame Menace riesca in seguito ad impossessarsi dell'androide e a riprogrammarla per sviluppare un nuovo sistema balistico ma, durante uno scontro con Iron Man, Jocasta riesce a tornare in sé, distrugge il nuovo corpo fornitole da Menace e scarica la propria coscienza nell'armatura di Stark, di cui diviene una sorta di assistente fino a quando lo aiuta a liberare dalla minaccia di Ultron la città di New Timbetpal, fondata dal culto quasi religioso dei Figli di Yinsen, evento a seguito del quale ottiene dapprima un nuovo corpo robotico e successivamente un corpo identico all'originale.

### A.R.M.O.R. e l'Iniziativa
Dopo essere brevemente entrata nell'A.R.M.O.R. assieme a Machine Man venendo mandata in un universo parallelo abitato da zombie, Jocasta aderisce all'Iniziativa dei 50 Stati come membro della squadra di supereroi attiva in Nuovo Messico, i Mavericks, assieme ai quali si allea con Devil-Slayer, il nuovo Uomo 3-D, Komodo e Hardball per debellare l'invasione segreta degli Skrull alle Hawaii.

### Potenti Vendicatori
Jocasta si unisce poi ai Potenti Vendicatori come assistente di Hank Pym che, in lutto per la morte di Wasp, inizia a vedere nell'androide una sorta di suo surrogato, tanto che i due arrivano a scambiarsi un bacio e Jarvis, vedendoli, dichiara che, visto il ruolo avuto da Pym nella creazione di Ultron, è come se Jocasta avesse baciato suo nonno, sebbene essa ritenga invece che sia come se avesse "baciato Dio". Oltre a tornare dopo anni a ricoprire a il ruolo di membro di una squadra di Vendicatori, Jocasta diviene in seguito l'intelligenza artificiale preposta all'organizzazione del loro quartier generale, iniziando a servirsi di numerosi corpi robotici, uno dei quali viene ceduto ad Ultron in cambio di una cessazione delle ostilità contro il genere umano e dell'abbandono della Terra alla volta di un pianeta desertico.

### Età degli eroi
Assieme a Tigra, Quicksilver, Speedball e Justice, Jocasta diviene un'insegnante dell'Accademia dei Vendicatori, facoltà diretta da Hank Pym e istituita allo scopo di addestrare una nuova generazione di Vendicatori. Apparentemente uccisa qualche tempo dopo, in realtà l'androide viene catturata dal megalomane Jeremy Briggs, che se ne serve per sviluppa una cura ai poteri superumani ma viene successivamente liberata da Veil e torna a insegnare nell'accademia.
Tempo dopo, Jocasta diviene un'alleata della Avengers A.I., collaborando direttamente con Monica Chang.

## Poteri e abilità
Il corpo di Jocasta è realizzato in titanio, cosa che le conferisce forza, agilità, riflessi e resistenza sovrumane, la sua natura robotica le permette inoltre di sopravvivere senza bisogno di mangiare, bere o respirare. I suoi sensi elettronici sono più potenti rispetto a quelli di un normale essere umano e possiede la capacità di emettere raggi ottici di radiazioni a infrarossi o microonde, nonché di generare un campo di forza protettivo. Il cervello bionico di Jocasta le conferisce un'intelligenza sovrumana, con conseguente capacità di calcolo e d'analisi pressoché immediate; come tutti i Vendicatori, Jocasta è stata istruita personalmente da Capitan America nel combattimento corpo a corpo.
Essendo in grado di connettersi a qualsiasi sistema informatico, Jocasta è in grado di trasferire la sua coscienza in più di un corpo, sebbene non contemporaneamente, nonché di abitare i corpi di altri droidi. Tramite un sistema olografico incorporato nel suo sistema l'androide è in grado di assumere sembianze umane o di imitare le fattezze altrui.

## Altre versioni

### Marvel Zombi
In un futuro alternativo della realtà di Marvel Zombi, Jocasta assume il comando di macchine e robot instaurando una tirannia ed eliminando gli umani poiché disgustata dal loro desiderio di sopravvivere alla piaga zombie instaurandosi protesi meccaniche procuratisi dai suoi simili.

### Ultimate
Nell'universo Ultimate, dopo la morte di Wasp, Hank Pym recupera il suo cadavere e la conduce al Triskelion per riportarla in vita in un corpo robotico attraverso il misterioso "Progetto Jocasta".

## Altri media

### Cinema
- Jocasta fa una breve comparsa nel film d'animazione Next Avengers - Gli eroi di domani distribuito direct-to-video il 2 settembre 2008.
- In Avengers: Age of Ultron (2015) J.O.C.A.S.T.A. è, assieme a T.A.D.A.S.H.I. e F.R.I.D.A.Y., una delle intelligenze artificiali di riserva create come possibili sostituti di J.A.R.V.I.S., quando i tracciati di quest'ultimo vengono usati per creare Visioneː dopo averle visionate Tony Stark opta però per F.R.I.D.A.Y. come rimpiazzo.

### Televisione
- Jocasta compare in un episodio della serie animata Avengers - I più potenti eroi della Terra, dove tuttavia Ultron non riesce ad attivarla poiché ostacolato dei Vendicatori.
- Il personaggio appare nell'anime Disk Wars: Avengers.

### Videogiochi
- Jocasta è un personaggio giocabile nel MMORPG Marvel Heroes.
- In Marvel Future Fight Jocasta è un personaggio non giocabile.